# Stokrotka

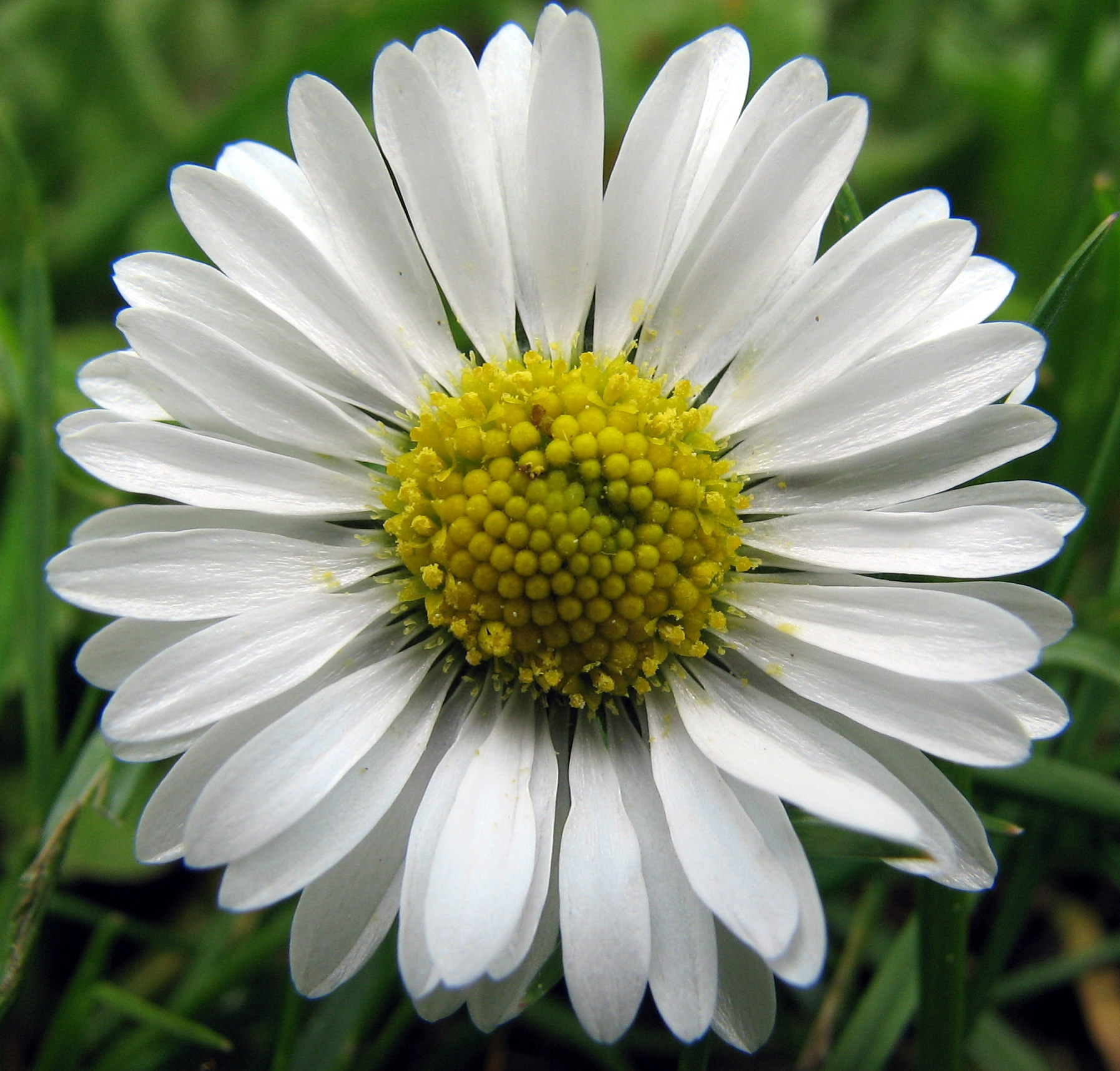
Kwiatostan stokrotki pospolitej

Stokrotka (Bellis L.) – rodzaj z rodziny astrowatych. Obejmuje 14 gatunków. Zasięg rodzaju obejmuje całą Europę, północno-zachodnią Afrykę (od Maroka po Libię) i zachodnią Azję (od Jordanii po Iran i Kazachstan). W Polsce występuje jeden gatunek – stokrotka pospolita B. perennis. Rośliny te występują na pastwiskach, w murawach, na terenach skalistych i w lasach.
Stokrotki są popularnie uprawiane, w szczególności formy B. sylvestris i mieszańce ze stokrotką pospolitą oraz odmiany ozdobne stokrotki pospolitej. Uprawiane są zwykle odmiany o pełnych lub półpełnych kwiatach, większych koszyczkach lub koszyczkach zwielokrotnionych (z wyrastającymi bocznymi koszyczkami w kątach liści okrywy). Stokrotka pospolita, uważana czasem za chwast rosnąc na trawnikach, wykorzystywana jest także jako roślina lecznicza.

## Morfologia
PokrójRośliny zielne (jednoroczne i krótkotrwałe byliny), niektóre rozrastające się kłączowo, z wiązkowym systemem korzeniowym. Rośliny osiągają do 45 cm wysokości, ale zwykle są znacznie mniejsze.
LiścieSkupione w rozetę przyziemną, rzadko kilka rozwija się także w dolnej części łodygi powyżej rozety. Liście są pojedyncze, łopatkowate do lancetowatych, całobrzegie lub ząbkowane.
KwiatyZebrane w koszyczki tworzące się pojedynczo na szczycie wzniesionej i bezlistnej łodygi. Okrywa jest szeroka i krótka, składa się z dwóch (rzadko jednego) szeregu zielonych listków, o równej długości i jajowatym kształcie. Dno koszyczka jest płaskie lub wzniesione półkuliście lub stożkowato. Występują w nich dwa rodzaje kwiatów: na brzegach koszyczka białe lub różowe kwiaty języczkowe, w środku drobne, żółte kwiaty rurkowe. Kwiaty języczkowe są żeńskie, stulają się po zmroku. Kwiaty rurkowate są obupłciowe. Ich korona jest krótkorurkowata, a łatki na końcach rurki są wzniesione.
OwoceNieco spłaszczone niełupki, jajowate, nagie, orzęsione lub szorstko owłosione. Puch kielichowy nieobecny lub wykształca się w postaci pierścienia krótkich ości.

## Systematyka
Pozycja systematyczna
Rodzaj z rodziny astrowatych (Asteraceae). W obrębie rodziny zaliczany do podrodziny Asteroideae i plemienia Astereae. Jest blisko spokrewniony z rodzajami stokrotnica Bellidiastrum i bellium Bellium, tworząc z nimi tzw. grupę Bellis w obrębie podplemienia Bellidinae.
Wykaz gatunków
- Bellis annua L.
- Bellis azorica Seub.
- Bellis bernardi Boiss. & Reut.
- Bellis caerulescens Coss. & Balansa
- Bellis cordifolia (Kunze) Willk.
- Bellis hyrcanica Woronow
- Bellis longifolia Boiss. & Heldr.
- Bellis margaritifolia Huter, Porta & Rigo
- Bellis pappulosa Boiss. ex DC.
- Bellis perennis L. – stokrotka pospolita
- Bellis prostrata Pomel
- Bellis pusilla (N.Terracc.) Pignatti
- Bellis rotundifolia (Desf.) Boiss. & Reut.
- Bellis sylvestris Cirillo

## Zagrożenia i ochrona
W Czerwonej księdze gatunków zagrożonych ocenie zagrożenia poddano cztery gatunki, z czego trzy oceniono jako gatunki najmniejszej troski (B. bernardii, B. caerulescens i B. hyrcanica), a jeden – B. prostrata został uznany za bliski zagrożenia. 